# Герої Шипки
«Герої Шипки» (рос. «Герои Шипки») — російський радянсько-болгарський фільм 1954 року, присвячений подіям російсько-турецької війни 1877—1878 років і звільненню болгар від османського ярма.
Приз за найкращу режисуру на Каннському кінофестивалі 1955 року.

## Сюжет
Історія війни Росії і Туреччини в 1877 році. Та в центрі уваги балканські слов'яни, які жили під турецьким пануванням багато років. І ось разом із російською армією вони розбивають турецьке військо і рухаються на Стамбул. Через тиск із заходу війну припинили, але болгари кров'ю здобули собі свободу.

## Ролі
- Російські солдати
  - Іван Переверзєв — Каторжін
  - Віктор Авдюшко — Ознобішин
  - Георгій Юматов — Сашко Козир
  - Костянтин Сорокін — Макар Лізюта

- Болгарські ополченці
  - Петко Карлуковський — Борімечка
  - Апостол Карамітєв — Петко
  - Анатолій Алексієв — Тимофій

- Російські генерали
  - Сергій Папов — генерал Гурко
  - Євген Самойлов — генерал Скобелєв
  - Олександр Кірєєв — генерал Радецький
  - Георгій Громов — генерал Драгомиров
  - Вольдемар Чобур — генерал Столетов
  - Олександр Смирнов — генерал Струков
  - Атанас Христов — Тотлебен Едуард Іванович
  - Едгар Гаррік — генерал Левицький
- В епізодах
  - Микола Симонов — Отто фон Бісмарк
  - Василь Софронов — німецький генерал
  - Бруно Фрейндліх — граф Дьюла Андраші
  - Володимир Таскін — Бенджамін Дізраелі
  - Степан Крилов
  - Іван Кононенко — імператор Олександр II
  - Микола Массалітінов — міністр закордонних справ Олександр Горчаков
  - Володимир Гайдаров — лорд Солсбері
  - Леонов Василь Васильович — художник-баталіст Верещагін Василь Васильович

## Знімальна група
- Автор сценарію: Аркадій Первенцев
- Режисер-постановник: Сергій Васильєв
- Оператор-постановник: Михайло Кирилов
- Оператори: А. Зав'ялов, Ю. Разумов, І. Шекерджірський
- Художники: М. Богданов, Геннадій Мясников, Г. Попов
- Композитор: Микола Крюков